# Safije Sadiki-Shaini
Safije Sadiki-Shaini (mac. Сафије Садики-Шаини; ur. 4 maja 1988 w Slupczanem) – północnomacedońska informatyczka i polityczka pochodzenia albańskiego, absolwentka Państwowego Uniwersytetu w Tetowie, w latach 2020–2024 deputowana do Zgromadzenia Republiki Macedonii Północnej.